# Râul Pârlita, Taița
Râul Pârlita este un curs de apă, afluent al râului Taița. 